# Cesár Sampson
Cesár Sampson (ur. 18 sierpnia 1983 w Linzu) – austriacki piosenkarz, producent muzyczny, autor piosenek, tancerz, model i trener personalny, reprezentant Austrii w 63. Konkursie Piosenki Eurowizji (2018).

## Życiorys
Jego matka Kathy Sampson jest piosenkarką i autorką tekstów piosenek, znaną z nagrania ścieżki dźwiękowej do austriackiego serialu Kommissar Rex, a ojciec pracuje jako instruktor pilatesu. Jest siostrzeńcem Helen „Pepsi” DeMacque, wokalistki z brytyjskiego zespołu Pepsi & Shirlie.
Przed rozpoczęciem kariery artystycznej przez kilka lat pracował jako pracownik socjalny. W późniejszym okresie zaczął pracować jako fizjoterapeuta oraz trener personalny i motywacyjny.

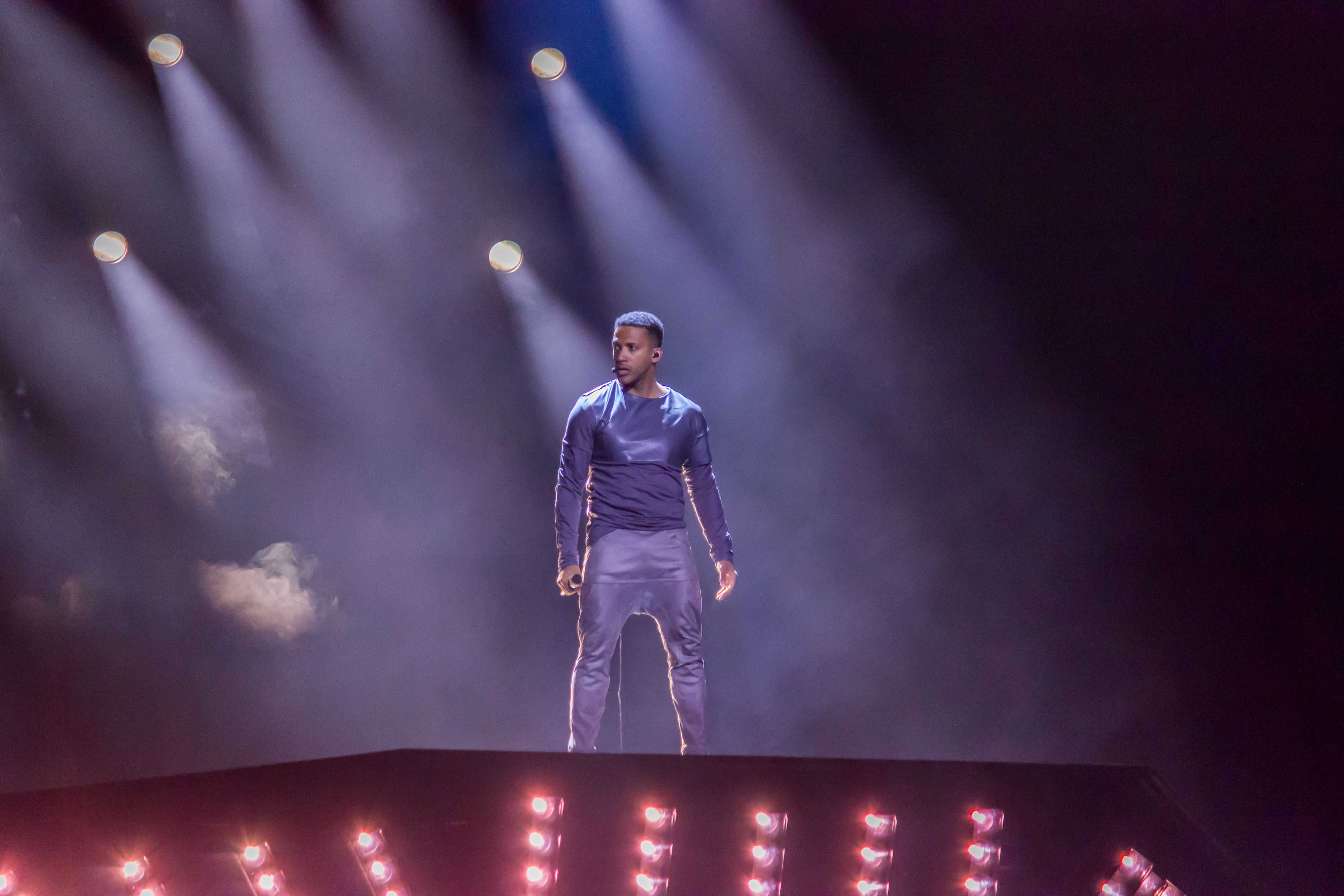
Cesár Sampson podczas 63. Konkursu Piosenki Eurowizji 2018

Jest związany kontraktem z jedną ze słowackich agencji modeli. W wieku 17 lat zaczął koncertować, przez kilka lat był solistą orkiestry w austriackiej wersji formatu Dancing with the Stars. Był też wokalistą projektów Symphonix International i Electric Church.
W latach 2016–2017 występował w charakterze chórzysty podczas występów Poli Genowej i Kristiana Kostowa, bułgarskich reprezentantów w 61. i 62. Konkursie Piosenki Eurowizji. 5 grudnia 2017 został ogłoszony reprezentantem Austrii z piosenką „Nobody But You” w 63. Konkursie Piosenki Eurowizji w Lizbonie. 8 maja 2018 wystąpił w pierwszym półfinale i zakwalifikował się do finału, rozgrywanego 12 maja. Zajął w nim trzecie miejsce po zdobyciu 342 punktów, w tym 271 punktów w głosowaniu jurorskim (1. miejsce) i 71 punktów od telewidzów (13. miejsce).
W 2020 wraz z Cornelią Kreuter zajął drugie miejsce w finale trzynastej edycji programu Dancing Stars. W 2021 wziął udział w programie Masked Singer.

## Dyskografia

### Single
- 2018 – „Nobody But You”
- 2019 – „Stone Cold”